# Heinrich Peterburs
Heinrich Peterburs (* 21. November 1907 in Essen; † 27. November 1957 ebenda) war ein deutscher Politiker und ehemaliger Landtagsabgeordneter (Zentrum).

## Leben
Nach dem Schulbesuch besuchte er sozialpädagogische Seminare und war in der Sozialfürsorge tätig. Anschließend war Peterburs Grubenholzhändler und ab 1938 Bergmann. Er gehörte dem Betriebsrat der Bergwerke Essen-Rosenweg an.
1926 wurde Peterburs Mitglied des Zentrums. Von 1929 bis 1933 war er im Gauvorstand des Windthorstbundes vertreten, außerdem war er Mitglied des Landes- und des Bundesparteiausschusses der Zentrumspartei.
Vom 20. April 1947 bis zu seinem Tod am 27. November 1957 war Peterbus Mitglied des Landtags des Landes Nordrhein-Westfalen. Er wurde jeweils über die Landesliste seiner Partei gewählt. Ab 1947 war er Mitglied im Stadtrat der Stadt Essen.